# Кретвил
Кретвил (фр. Cretteville) насеље је и општина у северној Француској у региону Доња Нормандија, у департману Манш која припада префектури Кутанс.
По подацима из 2011. године у општини је живело 233 становника, а густина насељености је износила 34,11 становника/km². Општина се простире на површини од 6,83 km². Налази се на средњој надморској висини од 20 метара (максималној 37 m, а минималној 2 m).

## Демографија
| 1962. | 1968. | 1975. | 1982. | 1990. | 1999. | 2011. |
| ----- | ----- | ----- | ----- | ----- | ----- | ----- |
| 324   | 342   | 304   | 254   | 216   | 220   | 233   |

График промене броја становника у току последњих година